# Kava
 (mai 2023).
Ne pas confondre avec le fruit du même nom
Piper methysticum
Pour les articles homonymes, voir Kava (homonymie) et Kawa.
Espèce
Classification APG II (2003)
Le kava, kawa, kava-kava ou kawa-kawa, est une espèce de plantes à fleurs de la famille des Piperaceae originaire du Pacifique occidental. Il est connu sous le nom de 'awa à Hawaii, de 'ava aux Samoa et de yaqona aux Fidji. Apparenté au poivre, son nom scientifique est Piper methysticum. En raison de ses propriétés psychotropes, le kava est utilisé depuis des siècles dans la vie religieuse, culturelle et politique de l'ensemble du Pacifique.
En Occident, on utilise le kava en infusion pour lutter contre les symptômes du stress, de l'anxiété et de la dépression. Le Kava est néanmoins interdit ou régulé dans certains pays pour les risques d'atteinte hépatique graves.

## Origine
Le kava, connu depuis au moins 2000 ans par les Océaniens, est en fait la racine d'un cultivar du poivrier sauvage (Piper methysticum, pipéracées) qui ne pousse qu'au Vanuatu, à Wallis et Futuna, aux Fidji et dans quelques îles avoisinantes.
La variété Piper witchmanni est une espèce sauvage de kava, et non un cultivar. Les autochtones l'appellent Tudei kava, dont l'étymologie viendrait peut-être de l'anglais two days car son effet dure deux jours. D'autres noms pour cette variété sont New Guinea Giant (Géant de Nouvelle-Guinée) ou Isa. On ne la trouve pas aux Fidji. Elle contient moins de kavalactones cliniquement actifs que Piper methysticum.
Au Vanuatu, le kava est profondément enraciné dans la mythologie locale. Plusieurs légendes expliquent son origine, associant la plante à des héros civilisateurs comme Tagaro ou à des événements liés aux ancêtres. Par exemple, une légende d'Ambae raconte qu'une plante de kava a poussé sur la tombe d'une jeune fille tuée, symbolisant la continuité de la vie. Dans le sud, la découverte du kava est souvent liée à un acte spirituel, comme dans l'histoire de Mwatiktiki, où un esprit enseigne aux hommes à utiliser le kava après l'avoir introduit par un acte symbolique.

## Caractéristiques
Le kava traditionnellement consommé en boisson est le cultivar Piper methysticum.
Les sociétés traditionnellement consommatrices de kava connaissent la variété Piper witchmanni. Cette variété n'est pas consommée traditionnellement, et est considérée comme une variété non noble de kava. L'odeur de sa boisson rappelle la verdure fraîche.
Si la plante n'a qu'une apparence chétive, son rhizome est important, pesant souvent 10 kg, et exceptionnellement jusqu'à 15 kg.

## Composition

Kavalactones

Le rhizome contient environ 50 % d'amidon. Il contient aussi une résine riche en kavalactones (substances aromatiques non azotées), dont la méthysticine, la kavaïne, et d'autres dont les plus actives appartiennent aux dihydro-5,6 kavalactones. On y trouve également des alcaloïdes, dont deux dans le rhizome et un dans les feuilles ; des flavokawins, un alcool, un phytostérol, des cétones et des acides organiques.
Piper witchmanni contient une proportion élevée de dihydromethysticine et de dihydrokavaine, ce qui provoque des nausées. Les cultivars “nobles”, ceux traditionnellement recherchés, contiennent un pourcentage élevé de kavaïne et peu de dihydrométhysticine.

## Propriétés
Le rhizome du kava possède des propriétés anesthésiantes, myorelaxantes, stimulantes et euphorisantes ; un effet anti-dépresseur a été mis en évidence récemment.
Le kava est aussi un diurétique.
Il est hypnotique à fortes doses.

## Effets secondaires
Des études de 2002-2003 montrent que l'utilisation du kava, y compris sous forme thérapeutique, peut être à l'origine d'atteintes hépatiques graves. Selon l'AFSSAPS (Agence française de sécurité sanitaire des produits de santé), 68 cas d'atteinte hépatique ont été rapportés au niveau international chez des personnes ayant consommé des produits commerciaux à base d'extrait de kava, dont certains survenus depuis janvier 2002.
En 2004, le Larousse des drogues et des dépendances indique que l'usage de kava quelle que soit sa préparation (mâchée, pilée ou réduite industriellement en poudre) peut également amener à long terme des troubles de la vision et une incoordination motrice, pouvant aller jusqu'à un syndrome parkinsonien. 

## Utilisation

### Consommation
Le rhizome peut être mâché, râpé, avalé sous forme de gélules en moyenne de 150 à 200mg ou consommé sous forme d'infusion connue sous le nom de « thé au kava », au goût aigre et piquant.
Les sensations durent quelques heures pour s'éteindre environ une douzaine d'heures après la prise.

#### En Océanie
Sur place, sa consommation, vieille de plusieurs siècles, est ritualisée et régie par la coutume. Le partager est un signe d'amitié, d'ailleurs un proverbe dit : « On ne peut tuer tout de suite quelqu'un avec qui on vient de boire le kava ». Des paquets traditionnels de racines de kava sont présentés dans diverses cérémonies (de bienvenue, de funérailles, de réconciliation…).
Le système de communication global en Océanie comprend le kava qui est bu et le kava qui ne l'est pas. (Jean Guiart 2008ː101)
Dans sa forme traditionnelle, le kava est préparé à partir du rhizome qui est mâché puis recraché sur une feuille de bananier. Laissé quelques heures au soleil, la pâte obtenue est ensuite filtrée avec un peu d'eau et consommée dans la coque d'une moitié de noix de coco évidée.
Une préparation modernisée a été popularisée par les « kava bars » aussi appelés «nakamals», terme désignant à l'origine un lieu tapu (case tribale ou simplement l'abri d'un arbre) où se retrouvent les hommes après le travail pour consommer le kava. Dans cette préparation, le rhizome du kava est mis à sécher puis réduit en poudre et conditionné. Cette poudre est parfois mélangée à de la lécithine (un lipide) lors de la préparation avant consommation. Trempé dans de l'eau, le mélange est passé dans un mixeur, puis filtré. La pulpe dans le filtre est alors pressée puis retrempée plusieurs fois, avant d'être retirée. D'autres ingrédients sont parfois ajoutés, comme de l'eau de coco, du sucre, du lait de soja, du cacao ou de la citronnelle.

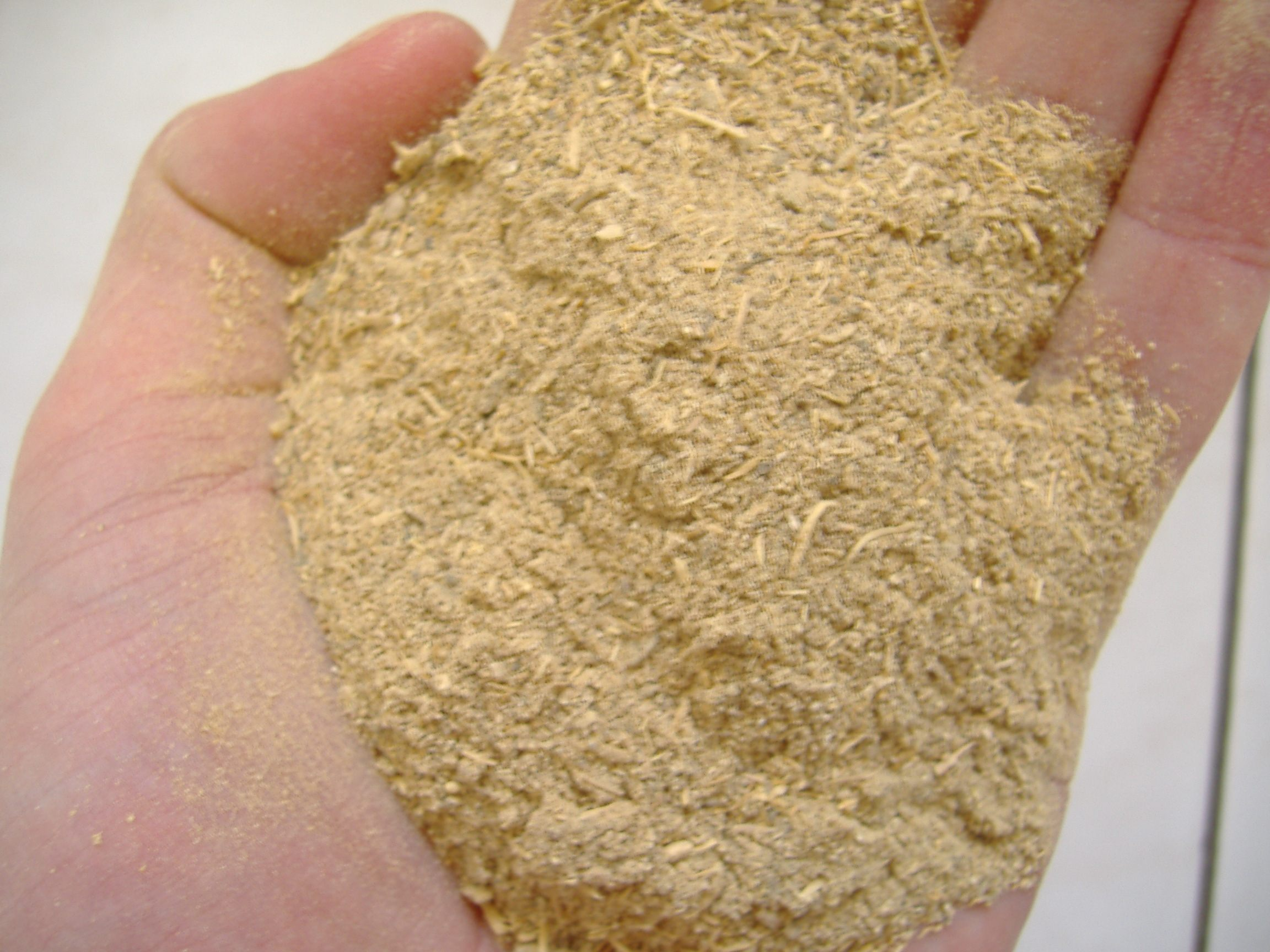
Kava sec réduit en poudre avant consommation.
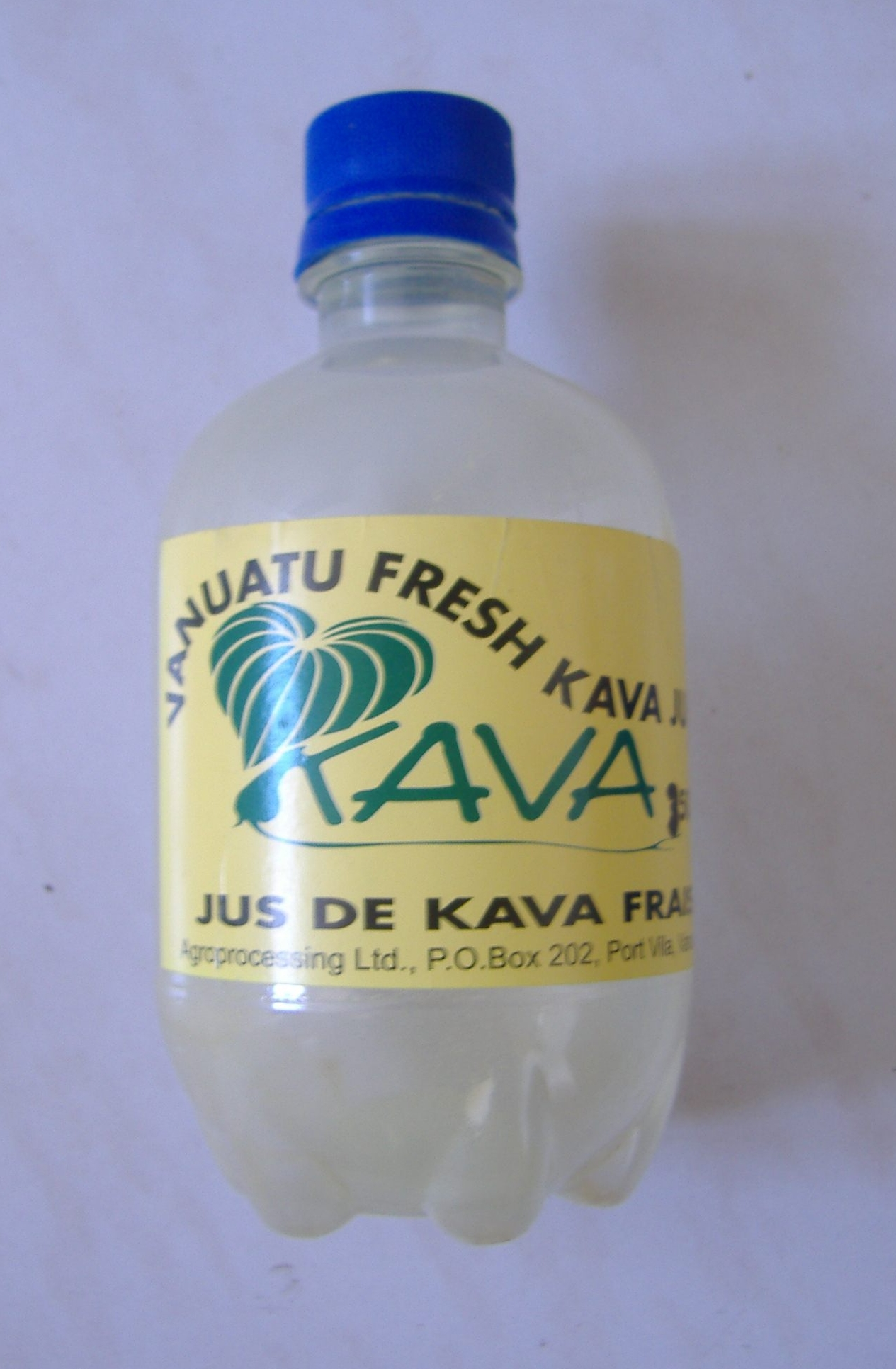
Kava frais commercialisé à Port Vila.
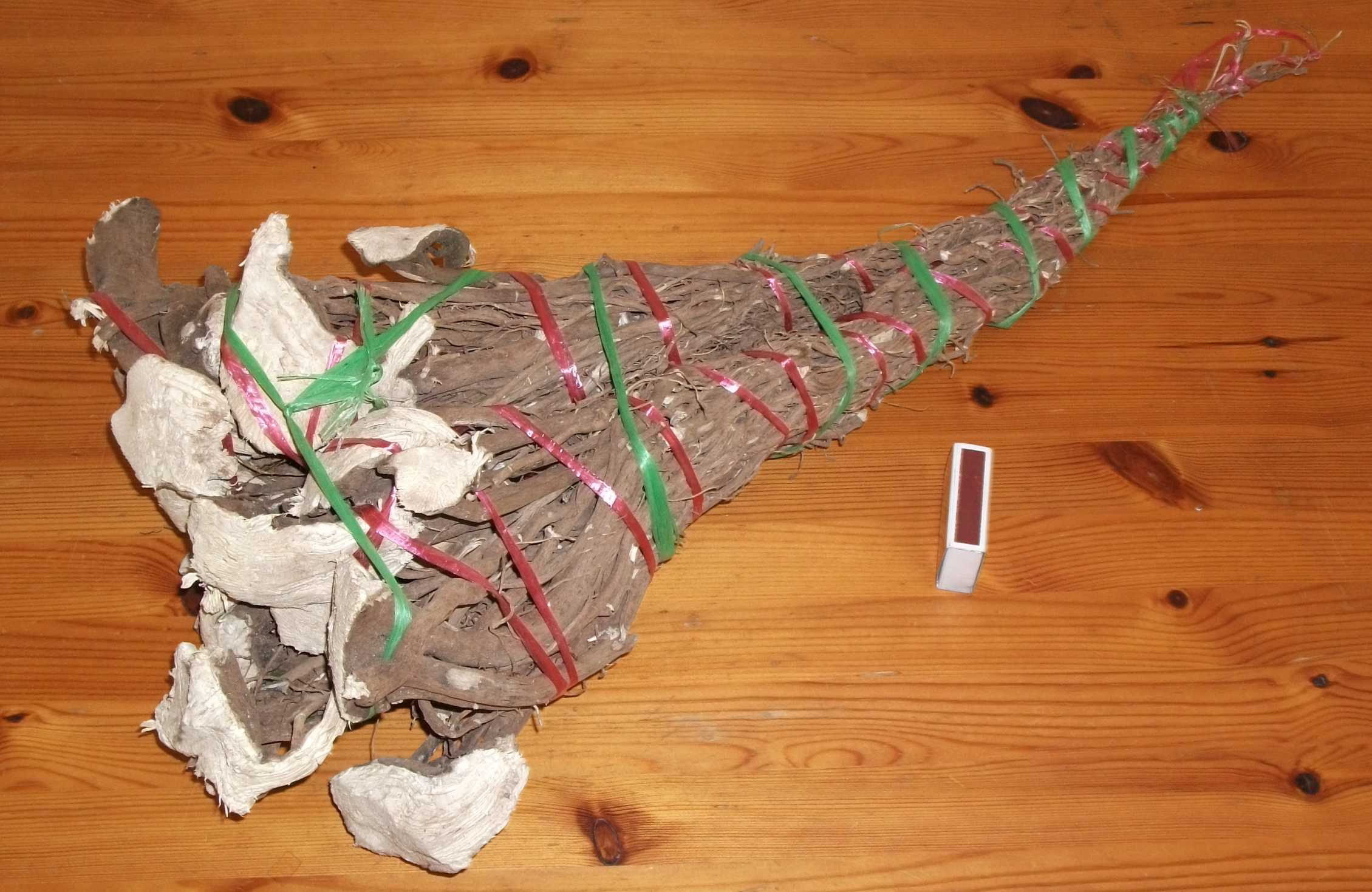
Paquet traditionnel de racines de kava - Fidji, 2010.
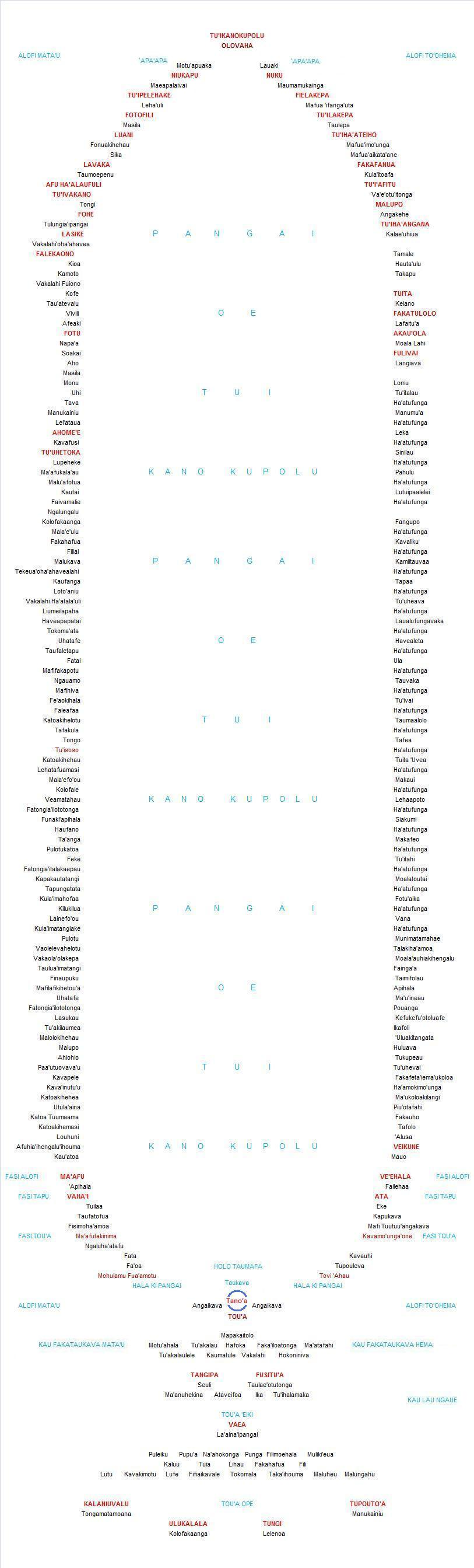
Placement des chefs et personnalités à la cérémonie de Taumafa Kava.
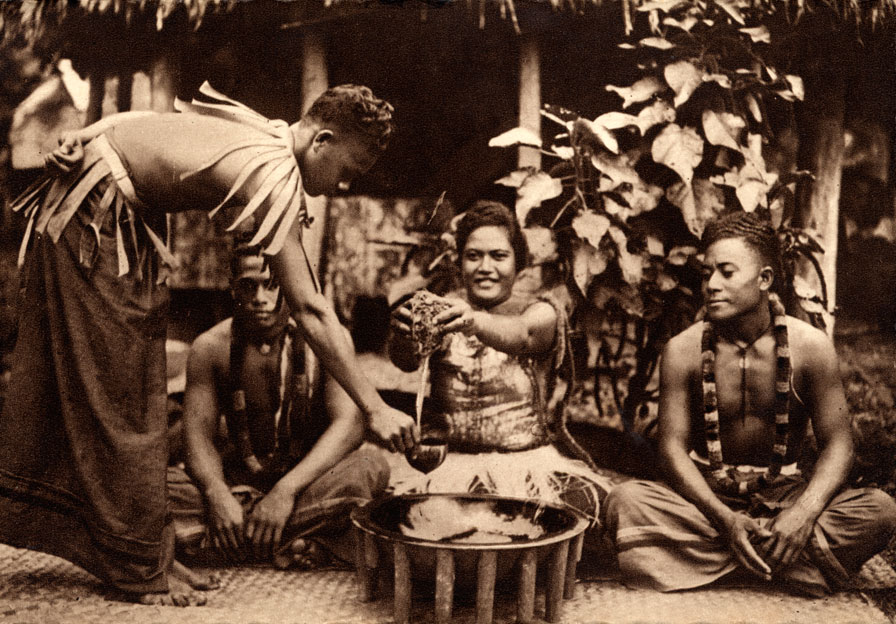
Cérémonie de 'ava à Samoa vers 1900-1930.

Dans les tribus, l'usage du kava est sacré, et interdit aux femmes (dans certaines tribus de Tanna, les femmes peuvent exceptionnellement en consommer), dans des cas définis par le « Man blo Kustom » (littéralement l'homme de la coutume, en bichelamar).
L'usage en est identique aux îles Fidji. En Nouvelle-Calédonie, où le kava n'est pas une ancienne tradition, il a été introduit relativement récemment par les Ni-Vanuatu qui se sont installés dans l'archipel après l'indépendance de 1980. Néanmoins de nombreux nakamals sont aujourd'hui ouverts.
Il est également consommé en Micronésie, à des fins rituelles sous forme d'infusion. Il s'agit d'une espèce locale nommée sakau, les femmes peuvent en boire ainsi que les étrangers qui souhaitent s'aventurer sur des lieux sacrés,.
Au Vanuatu, le kava est historiquement consommé dans des rituels masculins au crépuscule. Sa préparation implique des pratiques strictement codifiées, telles que le râpage des racines avec des outils en corail ou leur mastication par des jeunes hommes non mariés. Ces rituels servent à célébrer des étapes importantes de la vie ou à renforcer les alliances intercommunautaires. Par exemple, dans les cérémonies intergénérationnelles, le partage de kava entre deux clans consolide les liens par l'échange de femmes et de ressources. Les gestes précis et les invocations associées au kava témoignent de sa fonction cosmique et sociale.
Avec les migrations vers les villes comme Port-Vila et Luganville au XXe siècle, le rôle du kava évolue. Les nakamals traditionnels sont transformés pour répondre aux besoins des communautés migrantes, devenant des lieux hybrides où les pratiques rituelles s'adaptent à un cadre urbain. Cette transition est accélérée après l'indépendance de 1980, avec une démocratisation de la consommation. Les bars à kava, inspirés des nakamals, prolifèrent, offrant un espace de socialisation et un substitut aux structures traditionnelles. Ces lieux modernes facilitent l'accès au kava tout en préservant une part de la coutume, bien qu'ils reflètent une marchandisation croissante.

#### Dans le reste du monde
Ailleurs que dans le Pacifique, le kava est le plus souvent absorbé soit en gélules, soit, beaucoup plus couramment, sous forme de sachets ou de boites de poudre dont le nom générique et populaire est devenu "Neskava" ou "Neskawa". Les effets de ces "Neskava" sont nettement moins forts que lorsque la boisson est extraite directement de la racine de la plante. Pour se faire une idée de ces effets, très agréables, il faut par conséquent acheter les racines dans le commerce, les broyer avec de l'eau et consommer rapidement, sans excès (deux ou trois louches ou demi noix de coco produisent déjà des effets intéressants ; au-delà de six louches, le produit devient somnifère).

## Commerce, interdictions, autorisations
L'introduction du kava dans les sociétés occidentales et ses variations locales suscite des tensions. À Tanna, par exemple, les missionnaires presbytériens prohibent la consommation de kava au XXe siècle, jugeant cette pratique incompatible avec leurs principes religieux. Cependant, cette interdiction renforce le rôle identitaire du kava, notamment dans les mouvements rebelles comme le John Frumisme. Le kava est devenu un symbole de résistance culturelle locale au Vanuatu, permettant de préserver une connexion avec les ancêtres et de renforcer la solidarité communautaire.

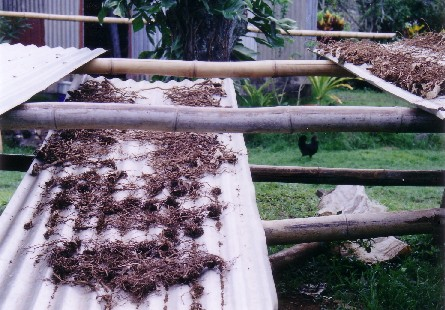
Séchage de kava aux Fidji.

En France, face aux suspicions entourant le produit au début des années 2000, l'Agence française de sécurité sanitaire des produits de santé a d'abord suspendu en janvier 2002 sa commercialisation et sa distribution pour une année, sauf sous forme homéopathique. Après les rapports de cas d'atteinte hépatique postérieurs à janvier 2002, sa mise sur le marché à titre gratuit ou onéreux, sa délivrance et son utilisation à des fins thérapeutiques, ou celle de produits en contenant, sous toutes formes, a été interdite par l'AFSSAPS dans sa décision du 13 mars 2003. L'interdiction ne s'applique néanmoins pas aux médicaments homéopathiques contenant du kava à des dilutions égales ou supérieures à la 5e dilution centésimale hahnemannienne.
Le kava est autorisé en Nouvelle-Calédonie qui compte beaucoup de "nakamals" sur tout son territoire, dont une centaine sur le Grand-Nouméa.
Sur les mêmes bases, le kava a été interdit en Grande-Bretagne et en Suisse en 2002.
L'Allemagne a banni le kava en août 2002, mais a supprimé cette interdiction en 2005 après que les chercheurs de l'université d'Hawaï eurent démontré que les rapports initiaux sur la dangerosité du produit étaient erronés. 
Le Canada a émis un ordre de non-vente en 2002, ce qui ne correspond pas à une interdiction ; à la suite de la continuation de la vente, le gouvernement a publié des avertissements sur les effets potentiellement néfastes du kava. 

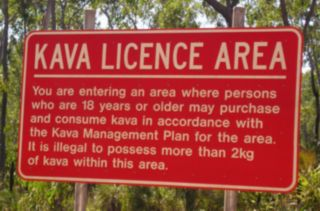
Panneau en Australie signalant l'autorisation de kava (moins de 2 kg).

En Australie, le kava n'est plus interdit partout ; dans certaines régions il est classé comme pharmaceutique et comme pour tous les autres produits de cette catégorie il nécessite une licence d'importation. Depuis 2005 la vente d'extrait de kava et de poudre en sachet (donc sous forme soluble à l'eau) est légale dans ces régions, mais pas les extraits à base d'alcool et d'acétone qui sont prohibés. Par souci d'abus de substances, l'interdiction est vivace principalement dans les territoires peuplés principalement par les Aborigènes. En février 2012 des Polynésiens vivant en Australie se sont vu refuser l'usage du kava au festival national multiculturel de ce mois, et ils ont l'intention de demander justice devant les tribunaux.